# Бенковски (област Варна)
Вижте пояснителната страница за други значения на Бенковски.
Бенковски е село в Североизточна България. То се намира в община Аврен, област Варна и е на около 4 km от село Здравец.

## География
Село Бенковски е разположено на 3 km от главния път Варна – Бургас и на около 15 km от общинския център Аврен.

## История
През османския период селото носи названието Хаджи Синанлар.
По време на обсадата на Варна през Руско-турската война (1828 – 1829) в сражение край селото загиват няколко офицери и 450 войници от егерски полк.

## Население

### Етнически състав

#### Преброяване на населението през 2011 г.
Численост и дял на етническите групи според преброяването на населението през 2011 г.:
|                     | Численост | Дял (в %) |
| Общо                | 533       | 100       |
| Българи             | 243       | 45,59     |
| Турци               | 230       | 43,15     |
| Цигани              | 45        | 8,44      |
| Други               | 11        | 2,06      |
| Не се самоопределят | 3         | 0,56      |
| Неотговорили        | 1         | 0,18      |

## Културни и природни забележителности
- ОДЗ „Щастливо детство“
- Пенсионерски клуб
- Читалище
- Парк
- Стадион
- Поща
- Църковен храм
- Джамия

В покрайнините на селото се намират римски могили.

## Редовни събития
- Празнуване на Трифон Зарезан, Бабин ден
- Събор на селото – последната неделя на месец септември
- Храмовият празник
- 8 март
- Първа пролет

## Други
В селото има ферма за щрауси, сладкарски цех, 2 цеха за мебели, фирма за производство на камини и производствена база за дялан камък, цех за производство и шиене на платна за яхти, развъдник за охлюви. Селото разполага с библиотека.